# Кула Елевтериаду
Кула Елевтериаду (на гръцки: Κούλα Ελευθεριάδου) е гръцка комунистка, участничка в гръцката съпротива в годините на Втората световна война, екзекутирана по време Гражданската война в 1947 година.

## Биография
Родена е в солунското село Сухо, на гръцки – Сохос, в 1923 година. По време на германската окупация в 1943 година в Солун става членка на Националната общогръцка огранизация на младежите (ЕПОН). Взема активно участие в съпротивата срещу окупаторите. На 25 март 1943 година група членове на ЕПОН полагат венец пред паметника на героя от Балканската война Николаос Воцис до Бялата кула въпреки изричната забрана на окупационните сили. На 26 октомври 1943 година нацистите планират да разпръснат гръцката демонстрация за годишнината от освобождението на Солун. Елевтериаду се увива с гръцкото знаме и застава пред картечницата. Заловена е заедно с братята си от колаборационисти от Батальоните за сигурност и предадена на германците, които я затварят и подлагат на мъчения. През август 1944 година е освободена и продължава участието си в съпротивата. Изтеглянето на германските войски я заварва като секретар на ЕПОН за Източните окръзи.
През януари 1947 година, по време на Гражданската война, е заловена от полицията и предадена на Военния съд заедно с бойците Григорис Елефтериадис и Василис Панагопулос. Кула Елевтериаду е осъдена от Военния съд на смърт като главен вербовчик заедно с Григорис Елефтериадис. На 6 май 1947 година те са екзекутирани в гробището Свети Павел в гората Шейх Су.